# 대리암

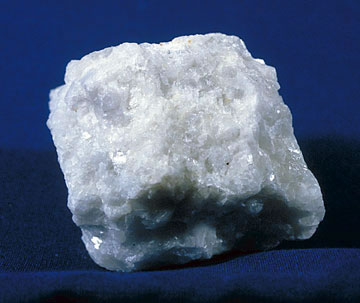
대리암

대리암(大理岩, marble)은 대부분 방해석(calcite)으로 구성되어 있는 석회암(limestone)이나 백운암(dolomite)이 재결정화되어 생긴 변성암의 한 종류이다. 결정이 작고 혼합물이 없는 백색의 것을 양질이라 하나 혼입된 금속 성분의 종류와 양에 따라 적, 황, 회색에서 흑, 녹 등의 색채를 나타낸다. 전형적으로 엽리 구조를 갖지 않는다.
대리암은 건설 재료를 비롯하여 조각용, 도예용 등으로 이용된다. 주요 수출국 이탈리아, 중국, 인도, 스페인, 포르투갈 순으로 많은 물량을 수출하고 있다. 대한민국에서도 조선 누층군의 석회암 지층이 분포하는 영월군, 정선군 등지에서 대리석을 생산하고 있다.

## 생성 원인
대리암은 탄산염질 퇴적암인 석회암이나 백운암이 광역 변성 작용, 때로는 접촉 변성 작용을 받아 만들어진다.

## 어원
중국 윈난성 다리(大理市)에서 대리석이 많이 나기 때문에 대리석이란 이름이 붙여졌다. 대리석을 뜻하는 영어 "marble"은 빛나는 돌이라는 뜻을 가진 그리스어 marmaros에서 유래된 것이다.

## 한국

### 포천시
포천시 관인면 중리 동부 지역에, 선캄브리아기 장락층군 가운데에 두께 100 m의 대리암이 협재된다.

## 노래
JTBC 슈퍼밴드에 출연한 지구과학 교사 안성진은 대리암을 소재로 한 자작곡 '대리암'을 선보였다. 노래에는 '그간 많은 스트레스를 견뎌내며 비로소 대리암이 되었다네'와 같이 대리암의 형성 과정을 표현한 가사도 있으며 랩 파트에서는 대리암의 성분인 탄산칼슘과 염산이 반응하여 이산화탄소가 생성되는 화학식이 고스란히 등장하기도 한다.